# Laura Ingalls Wilder
Laura Elizabeth Ingalls Wilder (Pepin, Wisconsin, 7 februari 1867 - Mansfield, Missouri, 10 februari 1957) was een Amerikaans schrijfster. Zij schreef een serie kinderboeken over haar jeugd in het Amerikaanse Midden-Westen aan het eind van de 19e eeuw. De reeks wordt wel de 'Het kleine huis'- serie genoemd.  
Haar ouders waren in de jaren 1870 en 1880 pioniers (settlers) op de prairie in Kansas, Minnesota, Iowa en Dakota. Zij groeide op in een hecht gezin, maar haar jeugd was niet makkelijk. De familie kreeg te maken met veel tegenslag en kende periodes van diepe armoede. Vanaf haar negende hielp Laura Ingalls al mee om geld te verdienen. Toen ze vijftien was stond ze voor het eerst als onderwijzeres voor de klas. 
In 1885 trouwde ze met Almanzo Wilder. Ze probeerden om samen in Dakota een boerderij op te zetten, maar dat mislukte door misoogsten. Uiteindelijk verhuisden ze naar Mansfield in Missouri, waar ze wel een succesvol boerenbedrijf wisten op te bouwen. 
Laura Ingalls Wilder begon pas op latere leeftijd met schrijven; haar eerste boek verscheen in 1932. Zij schreef acht kinderboeken over haar jeugd. Door de ogen van een opgroeiend meisje beschreef ze het soms moeilijke bestaan op de prairie, de dagelijkse belevenissen thuis en op school, en de ongerepte natuur. De verhalen zijn autobiografisch en grotendeels 'waar gebeurd'; niet alles is altijd helemaal historisch juist beschreven.  
De Het kleine huis boeken hadden direct succes en zijn altijd populair gebleven. Ze zijn in veel talen vertaald en een aantal keren verfilmd. Na haar dood verschenen nog twee boeken over de eerste jaren van haar huwelijk, en een versie van haar jeugdherinneringen voor volwassenen. In de 21e eeuw kwam er kritiek op de beschrijvingen van Native Americans en African Americans in het werk van Laura Ingalls Wilder. Deze werden gezien als bevooroordeeld en verouderd.
Laura Ingalls Wilder was de moeder van de schrijver en journalist Rose Wilder Lane, die een belangrijke rol speelde bij het redigeren van haar werk.

## Familie en persoonlijkheid
Laura Ingalls was de dochter van Charles Phillip Ingalls en Caroline Lake Quiner. Het gezin woonde in de uitgestrekte bossen ten noorden van Pepin in de staat Wisconsin. Laura was hun tweede kind. In 1865 was haar oudere zus Mary geboren. De jaren daarna zouden er nog drie kinderen volgen: Carrie (1870), Freddie (1875) en Grace (1877).

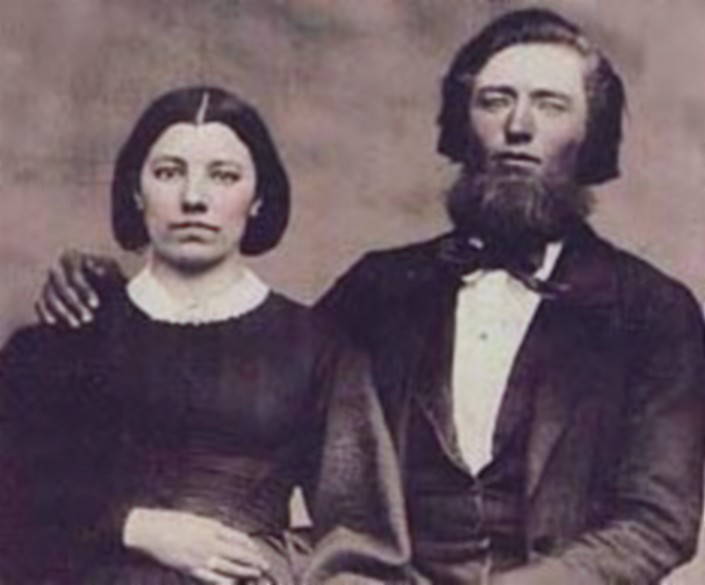
Caroline Quiner Ingalls en Charles Ingalls

Haar moeder was voor haar huwelijk onderwijzeres. Charles Ingalls was een ervaren timmerman, boer en jager. Hij had een afkeer van routine en wilde zich nergens echt vestigen. Na een paar jaar op één plek trok hij met zijn gezin verder om ergens anders opnieuw te beginnen. Laura had een hechte band met haar vader. Ze vergeleek zichzelf altijd met haar zuster Mary, die ze slimmer, mooier en liever vond dan zichzelf.
Mensen die haar hebben gekend omschreven Laura Ingalls Wilder als een sterke persoon: intelligent, driftig en met een groot rechtvaardigheidsgevoel. Zij had een hekel aan mensen die anderen het harde werk lieten doen of bij de overheid aanklopten om hulp. Ze had een droog gevoel voor humor, en hield van boeken en de natuur, vooral van het weidse landschap van de bloeiende prairie.

## Kansas en Minnesota
In 1869 verhuisde het gezin Ingalls van de bossen van Wisconsin naar Kansas. Een van Laura's vroegste herinneringen is dat ze vanuit een huifkar de prairie aan zich voorbij ziet trekken. Ze vestigden zich op onontgonnen prairieland in de buurt van Independence (Kansas). Het is niet duidelijk of Charles Ingalls wel toestemming had om daar een boerderij te beginnen; het gebied was als reservaat toegewezen aan het Osage-volk. De familie Ingalls verliet Kansas alweer in 1871, toen er geruchten gingen dat het leger pioniers uit het gebied zou verwijderen.
Ze gingen terug naar Pepin in Wisconsin, waar Mary en Laura waren geboren. Daar hadden ze een goed lopende boerderij en woonden ze in de buurt van andere leden van de families Ingalls en Quiner. Laura herinnerde zich deze periode later als een veilige en gezellige tijd.
In 1874 trokken ze weer verder, volgens Laura omdat haar vader het in Wisconsin te druk en te ‘beschaafd’ begon te vinden. Ze gingen naar Walnut Grove in Minnesota. Het eerste jaar woonden ze in een ‘dug out’: een primitieve woning die voor een deel was uitgegraven in een helling langs de Plum Creek. In 1875 bouwde Charles Ingalls er een echt huis. Dat jaar werd Walnut Grove getroffen door een zware sprinkhanenplaag: de grootste zwerm sprinkhanen ooit gezien trok over Minnesota en vrat alles kaal. In grote delen van het Midden-Westen gingen oogsten helemaal verloren, ook op het land van de Ingalls. In 1876 kwamen de sprinkhanen terug. De familie Ingalls raakte diep in de schulden.
Zij beschreef deze periodes in The little house in the Big Woods (Het kleine huis in het grote bos), Little House on the Prairie (Het kleine huis op de prairie) en On the Banks of Plum Creek (Het kleine huis aan de rivier).

## Iowa en Minnesota
Dit was het begin van een aan aantal moeilijke en droevige jaren. Laura Ingalls kon er later maar met moeite over schrijven. De Ingalls vertrokken naar Burr Oak in Iowa, waar ze met een ander echtpaar een hotel gingen beheren. In augustus 1876 stierf onderweg Laura’s broertje Freddie, nog geen jaar oud, na een korte ziekte. 

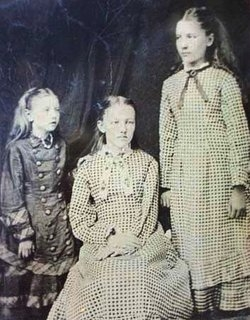
Carrie, Mary en Laura Ingalls

### Burr Oak
Burr Oak was veel minder idyllisch dan de andere plaatsen waar de familie had gewoond. Het was er smerig en het ging er ruw aan toe, met geweld en dronkenschap op straat. De familie woonde aanvankelijk ook nog naast de saloon. Laura Ingalls was negen; dat was in die tijd oud genoeg om te gaan werken. Ze verdiende geld als afwashulp en serveerster in het hotel, en als kinderoppas, naaister of hulp in de huishouding. Wanneer het kon, ging ze naar school of kreeg thuis les van haar moeder. Tot haar grote schrik bood de vrouw van de plaatselijke dokter, bij wie de Ingalls schulden hadden, aan om Laura te 'adopteren' als hulp in de huishouding. Haar moeder wist het voorstel beleefd af te wimpelen.

### Terug naar Walnut Grove
Charles Ingalls had schulden gemaakt die hij niet kon of wilde aflossen, en de familie vertrok in het najaar van 1877 ‘s nachts heimelijk uit Burr Oak. Ze gingen terug naar Walnut Grove. Financieel ging het heel slecht. Ze waren min of meer dakloos, en trokken van het ene tijdelijke adres naar het andere. Van tijd tot tijd was de familie afhankelijk van liefdadigheid om te overleven. Laura, inmiddels elf, kon niet altijd naar school omdat zij moest werken. Ze woonde een paar weken als huishoudelijke hulp bij een familie waarvan de moeder ziek was en verdiende daarmee 50 cent per week. In de winter van 1878/79 gingen Laura en haar zusters helemaal niet naar school omdat er geen geld was voor warme kleren.

## Dakota
In april 1879 werd Laura’s oudere zuster, de 14-jarige Mary Ingalls ernstig ziek. Ze herstelde, maar werd volledig blind. Laura werd nu ook verantwoordelijk voor de dagelijkse zorg voor Mary. Ze fungeerde als haar ‘pratende ogen’: ze beschreef voor haar blinde zus de omgeving en alles wat er gebeurde. Die ervaring heeft haar later bij het schrijven geholpen.
Later dat jaar vertrokken de Ingalls naar het Dakotaterritorium. Charles had in de buurt van Silver Lake (tegenwoordig South Dakota) werk gevonden als boekhouder en kassier in een kampement voor arbeiders die een spoorlijn aanlegden. Laura was blij weer terug te zijn op de ongerepte prairie na de moeilijke tijd in Burr Oak en Walnut Grove. Toen de arbeiders bij het invallen van de winter vertrokken, bleef Charles Ingalls met zijn gezin achter als opzichter. Ze mochten overwinteren in het comfortabele huis waar de landmeters van de spoorlijn 's zomers woonden. Het isolement op de uitgestrekte prairie in de winter maakte grote indruk op Laura en de rest van het gezin. Hun naaste ‘buren’ woonden meer dan 40 kilometer verderop.
In het voorjaar van 1880 werd het stadje De Smet gebouwd, een halte aan de net aangelegde spoorlijn. De familie Ingalls woonde die zomer in een hut op een stuk landbouwgrond ten zuiden van Silver Lake. In De Smet bouwde Charles ondertussen een klein huis. Daar zouden de Ingalls in de winter wonen.

Zij beschreef deze periode in By the Shores of Silver Lake (Het huis aan het Zilvermeer).

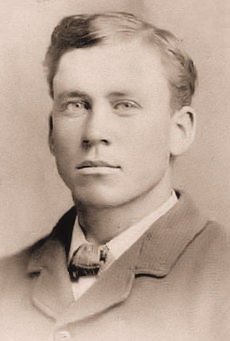
Almanzo Wilder, ca. 1885

## De lange winter
De winter van 1880-1881 was zelfs voor Dakota erg streng en duurde lang: van oktober tot april. Maandenlang was de familie Ingalls door de blizzards en ijzige kou in De Smet aan huis gekluisterd. Een jong echtpaar met een baby woonde al die tijd bij hen in omdat ze nergens anders terecht konden. Af en toe konden Laura en Carrie naar school, maar meestal was het weer daarvoor te slecht. Na 4 januari konden de treinen het stadje niet meer bereiken, wat betekende dat er geen eten en brandstof meer werd aangevoerd. Om te overleven maakten de Ingalls in een handkoffiemolen meel van het graan dat was bedoeld als hun zaaigoed voor het komende voorjaar. Ze draaiden elke dag stro tot dikke strengen die in het fornuis konden worden verstookt. Twee jonge mannen uit De Smet, onder wie Laura Ingalls' latere man Almanzo Wilder, wisten een echte hongersnood te voorkomen. Het lukte hen om tussen twee blizzards door een voorraad graan over de prairie naar De Smet te brengen. Pas in april 1881 kwam er weer een trein aan in De Smet.
Zij vertelde over deze maanden in The Long Winter (De lange winter).

## Vaste woonplaats
De familie Ingalls besloot om in De Smet te blijven. Charles en Caroline Ingalls zouden er tot hun dood blijven wonen en het is de plaats waar Laura als meisje en jonge vrouw het langst heeft gewoond. De familie woonde ‘s zomers in hun boerderij op de prairie, en in de winter in De Smet. Laura, Carrie en Grace gingen daar naar school. Laura stond bekend als een hele goede leerling; ze hield van lezen en studeren. Ze was vaak niet onder de indruk van de onderwijzers en liet dat ook blijken, waardoor ze op school in de problemen kwam. Ook in De Smet werkte Laura als naaister of huishoudelijke hulp om het gezinsinkomen aan te vullen. Ze droeg al haar loon af aan haar ouders, zodat Mary naar een school voor de blinden kon gaan. Als tiener genoot ze van het sociale leven in het kleine plaatsje, zoals verjaardagsfeestjes en activiteiten van de kerk.
Zij beschreef deze periode in Little Town on the Prairie (De kleine stad op de prairie).

## Onderwijzeres
In december 1883 slaagde Laura, bijna 16, voor het onderwijzersexamen. Ze was officieel nog te jong was om les te geven, maar werd direct benoemd als tijdelijke leerkracht op een nieuw schooltje buiten De Smet. Ze had het moeilijk: ze had nog nooit voor de klas gestaan en een paar leerlingen waren van haar leeftijd. Ook moest zij inwonen bij een gezin waarvan de moeder zware psychische problemen had. Almanzo Wilder haalde Laura elke vrijdag met zijn arrenslee op, zodat zij in het weekend bij haar familie kon zijn.
Laura werkte twee jaar lang afwisselend als onderwijzeres op scholen in de buurt van De Smet, en als naaister. Soms ging ze zelf weer een paar maanden naar school om haar opleiding af te maken. Begin 1885 kreeg ze haar officiële onderwijzersdiploma. Later dat jaar verloofde ze zich met Almanzo Wilder. Ze trouwden op 25 augustus 1885; Laura was 18, Almanzo 28. Op verzoek van Laura werd uit de trouwgeloften weggelaten dat zij hem zou gehoorzamen.
Zij beschreef deze periode in These happy golden years (Een huis voor Laura). De kinderjaren van Almanzo Wilder zijn beschreven in Farmer Boy (De grote hoeve).

## Huwelijk

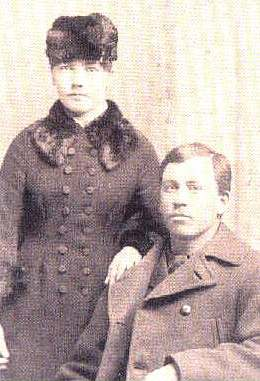
Laura Ingalls Wilder en Almanzo WIlder

Almanzo Wilder had een eigen boerderij ten noorden van De Smet. Hij had daar een huis gebouwd en comfortabel ingericht. Hier werd op 6 december 1886 hun dochter Rose geboren. De eerste jaren van hun huwelijk kregen de Wilders te maken met veel tegenslag. Drie jaar achter elkaar verloren zij hun graanoogst door extreem weer. In maart 1888 kregen Laura en Almanzo allebei difterie en werden ernstig ziek. Net hersteld, kreeg Almanzo een lichte beroerte waardoor hij gedeeltelijk verlamd werd. De rest van zijn leven liep hij met een stok en had hij moeite met het zware werk op de boerderij. Laura kwam er geleidelijk achter dat Almanzo weinig zakelijk inzicht had en te makkelijk geld uitgaf, waardoor ze in problemen kwamen. Ze ging zich actiever bezighouden met de financiën.
In de zomer van 1889 beviel Laura van een zoontje, dat al na twee weken overleed. Een paar weken daarna brandde hun huis volledig af. De Wilders verloren bijna al hun bezittingen en zaten financieel aan de grond. Zij trokken kort na de brand per huifkar naar Minnesota, waar ze een jaar bij Almanzo’s ouders woonden. In 1891 verhuisden ze naar Florida, aangetrokken door verhalen over het milde klimaat daar. Laura kon niet aarden in het zuiden; al na een jaar kwamen ze terug naar De Smet.
Zij beschreef dit in The First Four Years (Vier prairiejaren).

## Missouri: Rocky Ridge Farm
Op 17 juli 1894 vertrokken ze definitief uit Dakota, dit keer naar Missouri. Het was een reis van bijna 1000 kilometer die ze per huifkar aflegden. Laura hield onderweg een dagboek bij en schreef reisverslagen voor de krant in De Smet; dit was haar eerste gepubliceerde werk. In de buurt van Mansfield kochten ze een boerderij, die ze Rocky Ridge Farm noemden. Het was een gemengd bedrijf met fruitteelt, akkerbouw, melkkoeien en kippen.
Zij beschreef de reis van Dakota naar Missouri in On the Way Home (Onderweg).
De eerste jaren in Missouri waren financieel moeilijk. Laura en Almanzo hadden allebei een tweede en derde baan naast hun werk op de boerderij om rond te kunnen komen. Vanaf 1910 ging het de Wilders beter: de boerderij was na jaren hard werk redelijk succesvol. Laura was van lieverlee bekend geworden als een deskundige op het gebied van pluimvee. Zij publiceerde regelmatig artikelen voor het landbouwblad Missouri Ruralist over het leven op een kleine boerderij, met praktische tips maar ook met jeugdherinneringen en natuurschetsen. Zij speelde een actieve rol in de plaatselijke gemeenschap. Ze was een van de oprichters van een culturele vereniging voor vrouwen, en was jarenlang de penningmeester van een organisatie die boeren hielp om tegen een lage rente leningen te krijgen.

## Schrijver
In 1931 schreef Laura haar memoires, Pioneer Girl, die pas tientallen jaren na haar dood zouden worden gepubliceerd. Op advies van haar dochter Rose Wilder-Lane, zelf inmiddels een bekend schrijfster en journalist, verwerkte ze haar jeugdherinneringen ook in een kinderboek. In 1932 werd Little house in the big woods gepubliceerd. Het werd het eerste deel in een serie van acht boeken over haar eigen kindertijd, en die van Almanzo. Het laatste deel verscheen in 1943. 

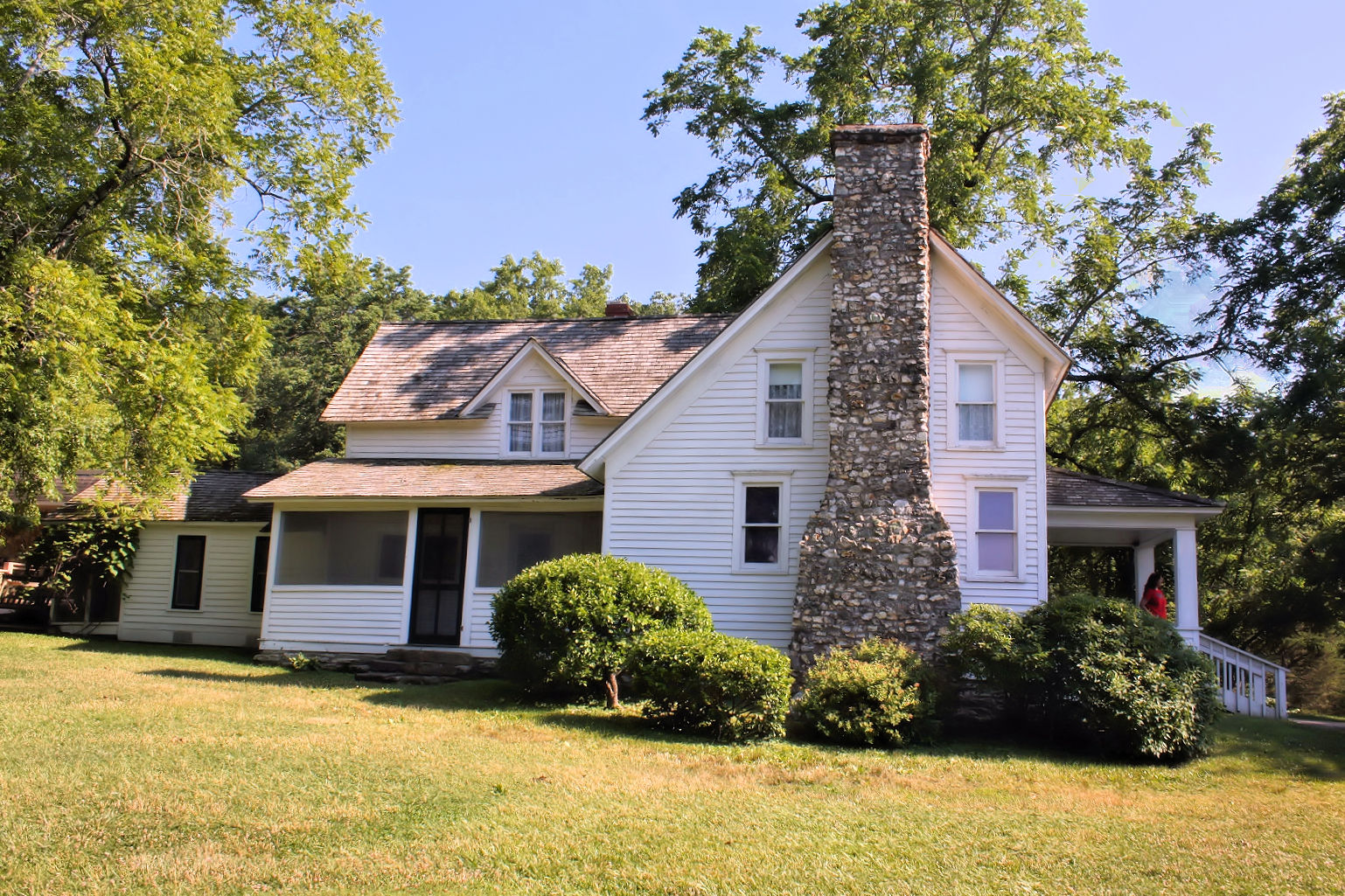
Rocky Ridge Farm

In haar boeken beschrijft zij door de ogen van een opgroeiend meisje het soms harde bestaan op de prairie, de belevenissen thuis en op school, en de indrukwekkende natuur. Uit de boeken spreekt bewondering voor mensen als haar ouders, die hard werken, eerlijk zijn, anderen helpen en uit principe geen steun van de overheid accepteren. Zij vertelt in detail over de gang van zaken in een pioniersgezin anno 1880: van het zelf gieten van geweerkogels met vloeibaar lood, tot het vullen van de stromatrassen met vers prairiegras tijdens de voorjaarsschoonmaak.

### Geschiedenis of fictie
De verhalen zijn autobiografisch en grotendeels 'waar gebeurd', maar ze komen niet overal helemaal met de historische werkelijkheid overeen. Hele pijnlijke gebeurtenissen komen in de boeken niet terug, zoals de dood van broertje Freddie en de moeilijke tijd in Burr Oak. Ook zaken die minder vleiend zijn voor 'Pa' ontbreken: dat hij vermoedelijk illegaal grond van de Osage had geclaimd en soms zijn schulden niet betaalde. Sommige personages in de 'Het kleine huis'-boeken hebben niet echt bestaan. Hier en daar is de volgorde van gebeurtenissen veranderd omdat dat voor het verhaal beter uitkwam. De uitgever en bibliothecarissen vroegen zich af of ze de boeken bij de jeugdromans of bij de geschiedenisboeken moesten plaatsen. De conclusie was dat de boeken behandeld moesten worden als fictie.   In de 21e eeuw kwam er kritiek op het feit dat de beschrijvingen van met name Native Americans heel erg geschreven waren vanuit het perspectief van de tijd waarin Laura Ingalls Wilders opgroeide. Dit werd steeds meer gezien als eenzijdig en bevooroordeeld, en soms historisch onjuist.

### Populariteit
Laura Ingalls' boeken werden direct enthousiast ontvangen door recensenten én door kinderen. Ze zijn in veel talen vertaald. Vanaf het vierde deel in de reeks - On the Banks of Plum Creek - werd elk boek bekroond als Newbery Honor Book, een Amerikaanse onderscheiding voor de beste kinderboeken van het jaar. Laura Ingalls-Wilder werd een van de bekendste schrijvers in Amerika. Ze kreeg veel post van lezers en werd vaak gevraagd om toespraken te houden of bibliotheken te openen. Ze beantwoordde de brieven, maar naarmate ze ouder werd bedankte ze voor de meeste uitnodigingen. Zelf heeft ze gezegd dat ze vooral blij was dat haar boeken de herinnering aan haar vader levend hielden.

## Samenwerking met dochter

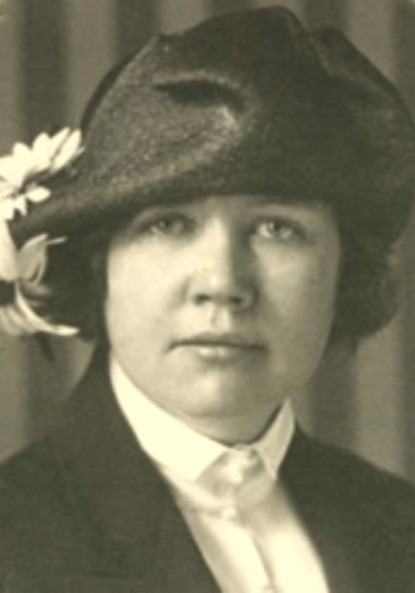
Rose Wilder Lane

Rose Wilder Lane was haar moeders redacteur: zij maakte haar moeders teksten klaar voor publicatie. De relatie tussen moeder en dochter was altijd al stroef geweest en de samenwerking verliep niet goed. Laura wilde dat alles in de boeken zoveel mogelijk waar was. Rose had er geen problemen mee om gefantaseerde gebeurtenissen toe te voegen als dat voor een boek beter was. Het conflict liep hoog op toen Rose in 1933 zonder overleg met haar moeder zelf de roman ‘Let the hurricane roar’ publiceerde; deze is duidelijk gebaseerd op Laura’s herinneringen aan de jaren bij Plum Creek. Laura was hier erg door gekwetst.
Het is niet precies duidelijk hoeveel invloed Rose Wilder Lane heeft gehad op de boeken. Haar biograaf heeft gesuggereerd dat zij de echte schrijver was. De biografen van Laura Ingalls Wilder zijn het daar niet mee eens. Rose las de manuscripten en deed voorstellen voor veranderingen; deze werden soms wel door haar moeder overgenomen en soms niet. Rose typte ook de definitieve tekst. Van boek tot boek verschilt hoeveel van haar suggesties in de definitieve tekst terecht zijn gekomen.

## Laatste levensjaren
De boeken zorgden voor extra inkomsten, waardoor de Wilders de laatste jaren van hun leven zonder geldzorgen konden leven. 
Almanzo Wilder overleed in 1949. Na zijn dood was er niemand meer die de wereld uit Laura's boeken ook nog had gekend. Haar vader Charles was overleden in 1902 en haar moeder Caroline in 1924. Ook haar drie zusters leefden niet meer: Mary stierf in 1928, Grace in 1941, en Carrie in 1946. Laura bleef na de dood van haar man alleen op Rocky Ridge Farm wonen. Met hulp van buren en vrienden wist ze zich te redden, hoewel ze steeds meer problemen kreeg met haar gezondheid.
Laura Ingalls Wilder overleed op 10 februari 1957, drie dagen na haar 90e verjaardag. 

## Nagedachtenis

### Musea
Op veel plaatsen waar Laura Ingalls Wilder heeft gewoond, zijn er musea aan haar gewijd: Pepin, Walnut Grove, Independence, Burr Oak, De Smet en Mansfield. Op sommige plaatsen zijn de oorspronkelijke woningen bewaard gebleven. Op andere locaties zijn replica's gebouwd. 

Replica van 'Het kleine huis in het grote bos', Pepin, Wisconsin
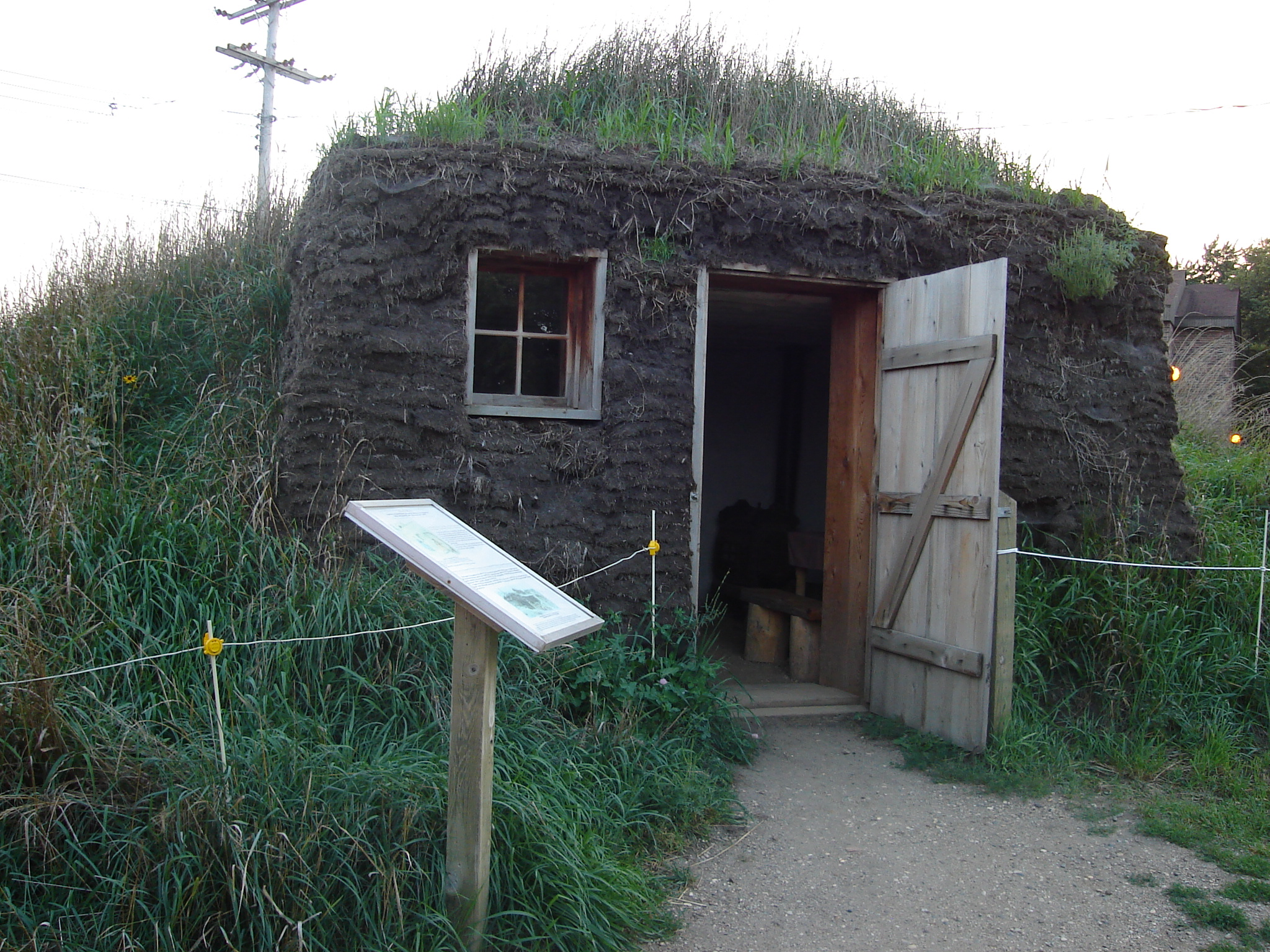
Replica van de 'Dug Out', uit het Kleine Huis aan de Rivier. Plum Creek/Walnut Grove
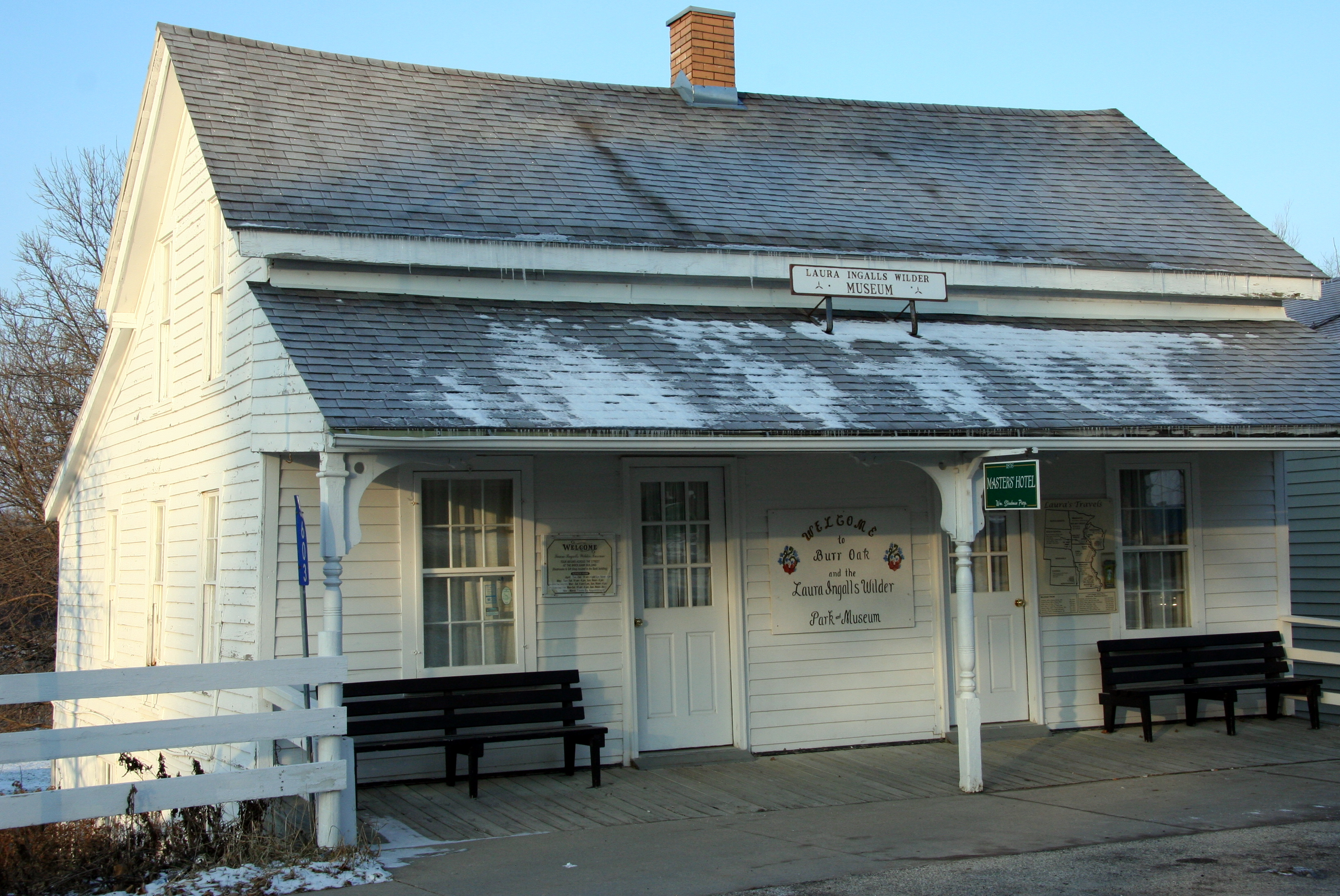
Masters Hotel, Burr Oak, Iowa
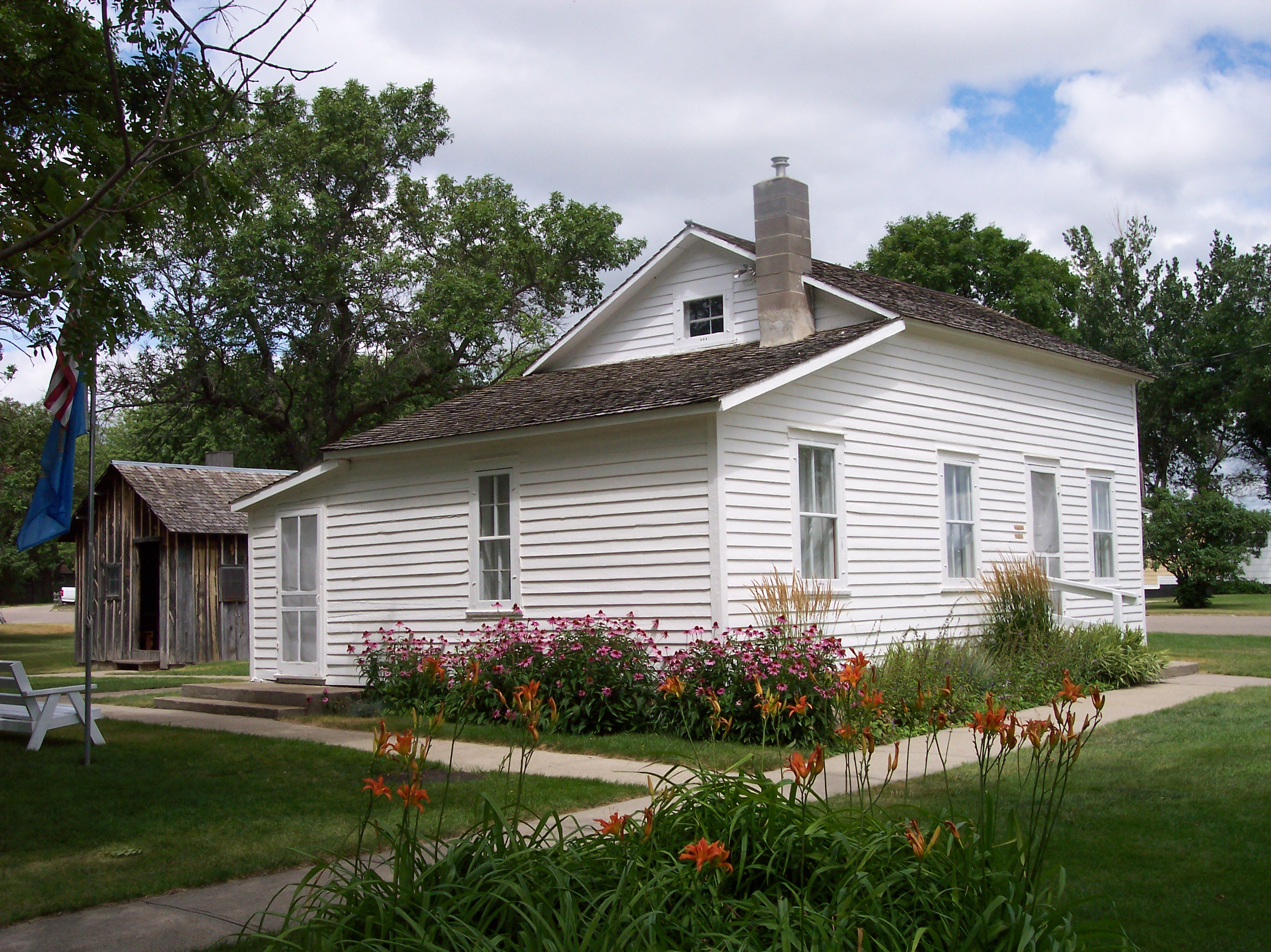
Landmetershuis in De Smet

### Prijs
In 1954 stelde de American Library Association (ALA) de Laura Ingalls Wilder Award in: een onderscheiding voor een belangrijke bijdrage aan Amerikaanse kinderliteratuur. Laura was de eerste die de prijs kreeg. In 2018 werd besloten om de naam van de prijs te veranderen in de Children's Literature Legacy Award. Dit werd gedaan omdat de American Library Association tot de conclusie was gekomen dat bepaald taalgebruik in het werk van Ingalls-Wilder over Native Americans en African Americans bevooroordeeld en verouderd was. De ALA benadrukte dat dit niet gezien moest worden als een negatief oordeel over het werk van Laura Ingalls Wilder in het algemeen.

### Overig
- Op de planeet Venus is een inslagkrater naar Laura Ingalls Wilder vernoemd.[16]
- In 1993 bracht de US Postal Service vier postzegels uit rond het thema klassieke Amerikaanse kinderboeken. Een van de postzegels is gewijd aan het werk van Laura Ingalls Wilder.[33]
- de Laura Ingalls Wilder Historic Highway is een deel van U.S. Highway 14 en verbindt een aantal plaatsen die een rol hebben gespeeld in haar leven, vooral in de staat Minnesota.[34]

## Boeken
Er kunnen per editie kleine verschillen zijn in de Nederlandse titels.
- 1932 - Little House in the Big Woods. 		
  - Nederlands: Het kleine huis in het grote bos
- 1933 - Farmer Boy.
  - Nederlands: De Grote Hoeve
- 1935 - Little House on the Prairie.  
  - Nederlands: Het kleine huis op de prairie
- 1937 - On the Banks of Plum Creek.
  - Nederlands: Het kleine huis aan de rivier.
- 1939 - By the Shores of Silver Lake.
  - Nederlands: Het huis aan het Zilvermeer
- 1940 - The Long Winter.
  - Nederlands: De lange winter
- 1941 - Little Town on the Prairie. 
  - Nederlands: De kleine stad op de prairie
- 1943 - These Happy Golden Years.
  - Nederlands: Een huis voor Laura

Postuum uitgegeven:
- 1962 - On the Way Home
  - Nederlands: Onderweg: het dagboek van een tocht van 1000 kilometer per paard en wagen in 1894
- 1971 - The First Four Years
  - Nederlands: Vier prairiejaren
- 2014 - Pioneer Girl

## Bewerkingen
De 'Het kleine huis'- boeken van Laura Ingalls Wilders hebben geleid tot 'spin-off' romans door andere schrijvers, musicals, hoorspelen en een Japanse anime-serie. 
In de jaren 1970 en 1980 werd de populaire tv-serie 'Het kleine huis op de prairie' gemaakt, die anno 2025 nog steeds in herhaling wordt uitgezonden. De serie liep gedurende negen seizoenen, speelt zich alleen af in Walnut Grove en volgt vooral in de latere seizoenen de boeken niet meer.
Beyond the Prairie (2000-2001) bestaat uit twee televisiefilms. Het eerste deel gaat over de tiener Laura in De Smet, en het tweede deel over het leven van Laura en Almanzo Wilder op Rocky Ridge Farm.
De miniserie Little House on the Prairie (zes afleveringen) uit 2004 is een vrij getrouwe bewerking van de boeken. 

## Externe bronnen
- Lexicon van de jeugdliteratuur over Laura Ingalls Wilder - DBNL
- Biografische tijdlijn van Laura Ingalls Wilder - PBS - Engels
- Biografie van Laura Ingalls WIlder in Historic Missourians - Engels

- Bibsys: 90152433
- Biblioteca Nacional de España: XX951388
- Bibliothèque nationale de France: cb11929193j (data)
- CiNii: DA01544864
- Digitale Bibliotheek voor de Nederlandse Letteren: inga002
- Gemeinsame Normdatei: 118834169
- International Standard Name Identifier: 0000 0001 2017 6650
- Library of Congress Control Number: n79095251
- Nationale Bibliotheek van Letland: 000009273
- MusicBrainz: 617a78f3-22e5-41b3-89d0-041bbec5041b
- National Archives and Records Administration: 10581181
- Bibliotheek van het Japanse parlement: 00460916
- Nationale Bibliotheek van Tsjechië: mzk2003181961
- Nationale bibliotheek van Australië: 35607809
- Nationale Bibliotheek van Israël: 987007520936805171
- Nationale Bibliotheek van Polen: a0000001157094
- Nationale en Universitaire bibliotheek Zagreb: 000189551
- Nederlandse Thesaurus van Auteursnamen: 067967884
- LIBRIS: 201085
- SNAC: w6vd7pfg
- Système universitaire de documentation: 029049237
- Trove: 1013161
- Virtual International Authority File: 34464422
- WorldCat: E39PBJqfGbkdVRKJ7Pg3TgWv73